# Through the Looking Glass
Through The Looking Glass ist ein klassischer Pornofilm aus den 1970er Jahren, der sich lose eines Themas aus Alice im Wunderland von Lewis Carroll annimmt und dabei Motive eines klassischen Horrorfilms verwendet.

## Handlung
Eine Dame der oberen Gesellschaft findet einen verzauberten Spiegel, in dem sie ihren toten Vater sieht. Der Vater versucht seine Tochter auf die andere Seite des Spiegels zu locken, indem er ihr dort sexuelle Erlebnisse verspricht. Die Lockungen des Vaters entpuppen sich als Trug.

## Wissenswertes
- Aufgrund seiner ungewöhnlichen Machart berichteten auch die Feuilletons großer Zeitungen über den Film, der sowohl in Pornokinos als auch in Spielstätten mit normalen Kinopublikum sehr erfolgreich lief.